# U-658
U-658 – niemiecki okręt podwodny (U-Boot) typu VIIC z okresu II wojny światowej.

## Dowódcy[1]
- 5.11.1941 – 30.10.1942 – Hans Senkel

## Patrole[1]
- 5.11.1941 – 31.07.1942 – 8 Flotylla treningowa
- 1.08.1942 – 30.10.1942 – 6 Flotylla "Hundius"

## Zatopione lub uszkodzone okręty[2]
| Data       | Bandera         | Nazwa         | Konwój | Zatopiony/Uszkodzony |
| ---------- | --------------- | ------------- | ------ | -------------------- |
| 13.08.1942 | Holandia        | Medea         | WAT-13 | Zatopiony            |
| 17.08.1942 | Wielka Brytania | Fort la Reine | PG-6   | Zatopiony            |
| 17.08.1942 | Wielka Brytania | Laguna        | PG-6   | Uszkodzony           |
| 17.08.1942 | Egipt           | Samir         | PG-6   | Zatopiony            |